# Kan Masuda
Kan Masuda (japonès: 増田感)  (prefectura de Nara, 1950), és un escultor japonès.
És conegut sobretot a Espanya i al Japó. La seva obra consisteix principalment en obres escultòriques de caràcter acústic (moltes vegades fetes amb fusta) i amb la capacitat de fer diversos sorolls i sonoritats. La seva obra s'enquadra dins de l'art contemporani i de l'escultura mediambiental i sonora.
Viu a Barcelona des de l'any 1980, però visita el Japó freqüentment, on també resideix.

## Biografia i obra
Kan Masuda va néixer a la Prefectura de Nara, Japó, l'any 1950.
Es matriculà a la Universitat d'Osaka, on va estudiar Belles Arts, més concretament art escultòric, l'any 1972.
Després de fer algunes exposicions, Masuda va anar a viure a Granada l'any 1976, i, més tard, a Barcelona on resideix des de l'any 1980.
L'any 1981 va participar en una exposició d'escultura contemporània a la La Seu d'Urgell. Va ser llavors quan Masuda començà a estudiar el campanar del Temple Expiatori de la Sagrada Família i també va construir uns prototips de campanes tubulars per al campanar de la Sagrada Família. Ell considera a Antoni Gaudí i Cornet com a una influència. Masuda va col·laborar a la Reial Càtedra Gaudí i amb la Universitat Politècnica de Catalunya. L'any 1982 va fer una exposició a la Fundació Joan Miró.
L'any 1984 Kan Masuda participà en l'exposició en memòria del centenari de Gaudí, a la Reial Càtedra Gaudí. I l'any 1989, va fer una exposició a la Casa de la Caritat de Barcelona.
L'any 1999 va començar al projecte Kumanokodo i The Way of St. James. L'any següent, Masuda va presentar la seva obra anomenada Rising Sun Bell (La campana del Sol Naixent), i va ser col·locada temporalment a l'Expo Main Pavilion al Museu d'Art Modern de Wakayama, Japó. Per aquesta obra, Masuda va rebre un premi cultural per part del govern de Wakayama.
L'any 2009 començà un nou projecte a partir del desastre forestal de Collserola d'aquell mateix any. El projecte s'anomenà Mensaje del bosque: Voz de Raíz ('Missatge del Bosc: Veu d'Arrel') i va tenir lloc al Parc Natural de Collserola i també a Vallvidrera, el Tibidabo i les Planes.